# Coffeyville, Kansas
Coffeyville, Kansas (енгл. Coffeyville) град је у америчкој савезној држави Канзас.

## Демографија
По попису из 2010. године број становника је 10.295, што је 726 (-6,6%) становника мање него 2000. године.
| Група             | 2000.         | 2010.         |
| Белци             | 8.211 (74,5%) | 7.148 (69,4%) |
| Афроамериканци    | 1.336 (12,1%) | 1.200 (11,7%) |
| Азијати           | 66 (0,6%)     | 75 (0,7%)     |
| Хиспаноамериканци | 421 (3,8%)    | 765 (7,4%)    |
| Укупно            | 11.021        | 10.295        |